# چارلی راجرز
چارلی راجرز (انگلیسی: Charley Rogers؛ ‏ ۱۵ ژانویهٔ ۱۸۸۷ – ۲۰ دسامبر ۱۹۵۶) کارگردان فیلم، فیلم‌نامه‌نویس، و هنرپیشه اهل بریتانیا بود.

## فیلم‌شناسی
- حکم احضار (۱۹۲۸)
- دو ملوان (۱۹۲۸)
- روز عالی (۱۹۲۹)
- زن ما (۱۹۳۱)
- برادر شیطان (۱۹۳۳)
- من و رفیقم (۱۹۳۳)
- روح زنده (۱۹۳۴)
- در کوهستان (۱۹۳۴)
- این به آن در (۱۹۳۵)
- بانی اسکاتلند (۱۹۳۵)
- ترمیم‌کنندگان زناشویی (۱۹۳۵)
- دختر کولی (۱۹۳۶)
- به‌سوی غرب (۱۹۳۷)
- کله‌پوک‌ها (۱۹۳۸)
- شیطان‌های پرنده (۱۹۳۹)
- ساده‌لوح در آکسفورد (۱۹۴۰)
- نخاله‌ها در دریا (۱۹۴۰)